# Lista de prêmios e indicações recebidos por Kenny Wayne Shepherd
Este artigo traz uma lista com os prêmios e indicações recebidos pelo guitarrista de blues estadunidense Kenny Wayne Shepherd.
Entre os prêmios recebidos por ele, destacam-se:
- Em 1997, a revista Guitar World o ranqueou como o 3o melhor artista de blues do mundo, atrás apenas do B.B. King e do Eric Clapton.[1]
- 5 indicações para o Grammy Awards,
- 2 prêmios Billboard Music Awards,
- 2 prêmios Blues Music Awards
- 2 prêmios Orville H. Gibson Awards.

## Grammy Awards

### Por Álbum
| Ano  | Álbum                                 | Prêmio        | Indicação                                     | Resultado | Ref.  |
| ---- | ------------------------------------- | ------------- | --------------------------------------------- | --------- | ----- |
| 1998 | Trouble Is...                         | Grammy Awards | Best Rock Instrumental Album                  | Indicado  | [ 2 ] |
| 2008 | 10 Days Out: Blues from the Backroads | Grammy Awards | Grammy Award for Best Long Form Music Video   | Indicado  | [ 3 ] |
| 2008 | 10 Days Out: Blues from the Backroads | Grammy Awards | Grammy Award For Best Traditional Blues Album | Indicado  | [ 4 ] |
| 2011 | Live! in Chicago                      | Grammy Awards | Best Contemporary Blues Album                 | Indicado  | [ 5 ] |

## Billboard Music Awards

### Por Música
| Ano  | Canção        | Álbum         | Prêmio                 | Indicação               | Resultado | Ref. |
| ---- | ------------- | ------------- | ---------------------- | ----------------------- | --------- | ---- |
| 1998 | Blue on Black | Trouble Is... | Billboard Music Awards | Rock Track of the Year. | Venceu    |      |

## Blues Music Award
| Ano  | Álbum                                 | Prêmio            | Indicação | Resultado | Ref.  |
| ---- | ------------------------------------- | ----------------- | --------- | --------- | ----- |
| 2008 | 10 Days Out: Blues from the Backroads | Blues Music Award | Best DVD  | Venceu    | [ 6 ] |

## Keeping the Blues Alive Award
| Ano  | Álbum                                 | Prêmio                        | Indicação                 | Resultado | Ref.  |
| ---- | ------------------------------------- | ----------------------------- | ------------------------- | --------- | ----- |
| 2008 | 10 Days Out: Blues from the Backroads | Keeping the Blues Alive Award | Film, Television or Video | Venceu    | [ 7 ] |

## Black Reel Awards
| Ano  | Canção        | Prêmio            | Indicação | Resultado | Ref.  | Observação |
| ---- | ------------- | ----------------- | --------- | --------- | ----- | --- |
| 2011 | Walkin' Blues | Black Reel Awards | Best Song | Indicado  | [ 8 ] | - Canção faz parte da trilha sonora do filme Footloose. - Créditos: R.L. Burnside (Compositor) / CeeLo Green (Performer) / Kenny Wayne Shepherd (Performer) |

## Top rock songs of the Year
| Ano  | Canção        | Álbum         | Prêmio            | Resultado | Ref. |
| ---- | ------------- | ------------- | ----------------- | --------- | ---- |
| 1998 | Blue on Black | Trouble Is... | Billboard         | Venceu    |      |
| 1998 | Blue on Black | Trouble Is... | The Album Network | Venceu    |      |
| 1998 | Blue on Black | Trouble Is... | R&R               | Venceu    |      |